# B92
Pour les articles homonymes, voir B92 (homonymie).
B92 (en serbe cyrillique : Б92) est une station de radio et une chaîne de télévision situées à Belgrade, la capitale de la Serbie. Elle vise en priorité un public jeune et citadin. Sur le plan politique, elle peut se définir comme libérale. B92 est dirigée par Veran Matić, un des patrons de média les plus respectés des Balkans.
B92 fut un des rares médias à diffuser des informations indépendantes à l'époque de Slobodan Milošević et elle a appuyé les mouvements de contestation qui se sont développés à Belgrade dans les années 1990. Pour cette raison, B92 a obtenu la récompense MTV Free your Mind en 1998, ainsi que d'autres récompenses dans le domaine du journalisme et des droits de l'homme.

## Histoire
Elle apparait le 15 mai 1989. La radio B92 voit le jour après la fusion des deux radios de l'union étudiante socialiste. Son fondateur, Veran Matić, a été son premier présentateur, dans les années 1980, son émission Ritam srca (Le rythme du cœur), était considérée comme l'un des premiers média libres et de communication de masse en Yougoslavie après la mort de Tito. L'émission traitait des thèmes tabous, comme la prostitution, le sida et la drogue. B92 lance à cette époque sa devise « L'information n'est pas seulement représentation et répétition, mais c'est aussi la force qui permet de changer la réalité. »

## Télévision
En septembre 2000, B92-TV a commencé à diffuser ses programmes de télévision. À l'époque, la chaîne ne couvrait que la région du grand Belgrade et une partie de la Voïvodine. Elle couvre maintenant la plus grande partie du pays.
En avril 2006, B92 a obtenu une licence nationale pour la diffusion de ses programmes, en même temps que TV Pink, Fox Televizija, TV Avala and TV Košava.
Parmi les émissions régulières de la chaîne, on peut citer Utisak nedelje (Impression de la semaine) d'Olja Bećković, Poligraf de Jugoslav Ćosić et Antonela Riha et Timofejev par Aleksandar Timofejev. L'émission Insajder de Brankica Stanković offre au téléspecteur un exemple assez rare en Serbie de journalisme d'investigation. L'émission comique Mile vs. Tranzicija de Zoran Cvijanović est très populaire.
Depuis 2006, diffuse Veliki brat, la version serbe de Big Brother, pour laquelle elle a battu des records d'audience mais aussi reçu des critiques de la part de ses téléspectateurs habituels. La chaîne a annoncé pour le printemps 2007 la diffusion de deux jeux, Uzmi ili ostavi et Želite li da postanete milioner?, versions locales de Deal or No Deal et de Who Wants to Be a Millionaire?.
B92 détient actuellement pour la Serbie les droits de diffusion en direct des compétitions de Formule 1, de la Ligue des champions de l'UEFA (depuis 2003) et de La Liga espagnole.
Elle diffuse aussi le programme le plus populaire actuellement en Serbie ainsi que dans d'autres pays de l'ex-Yougoslavie : Operacija trijumf. Cette émission, l'équivalent serbe de Star Academy, réunit des étudiants de langue serbo-croate.

## Site Internet, le plus important en trafic de toute l'Europe de l'est
Internet est une opportunité pour B92, totalement disponible en live sur son site les programmes tv en direct. B92 est un site web très populaire, est cela seulement car elle n'est pas qu'une vitrine des programmes télé mais un véritable site d'information, culture, affaires étrangères, travail, voyages. Depuis 1996, B92.net est le site Internet le plus visité de Serbie, avec 180 000 visiteurs par jour mais c'est aussi un des plus visités d'Europe de l'Est.
En février 2008, 389 936 Internautes sont venus visiter le site Internet, et 2 330 381 pages ont été chargées sur le site (selon Statcounter).

## Design
B92 possède sa propre équipe de créateurs dans le domaine du design.